# Natalscia appletoni
Natalscia appletoni är en kräftdjursart som beskrevs av Stefano Taiti och Franco Ferrara1982. Natalscia appletoni ingår i släktet Natalscia och familjen Philosciidae. Inga underarter finns listade i Catalogue of Life.